# Yakima Area Arboretum

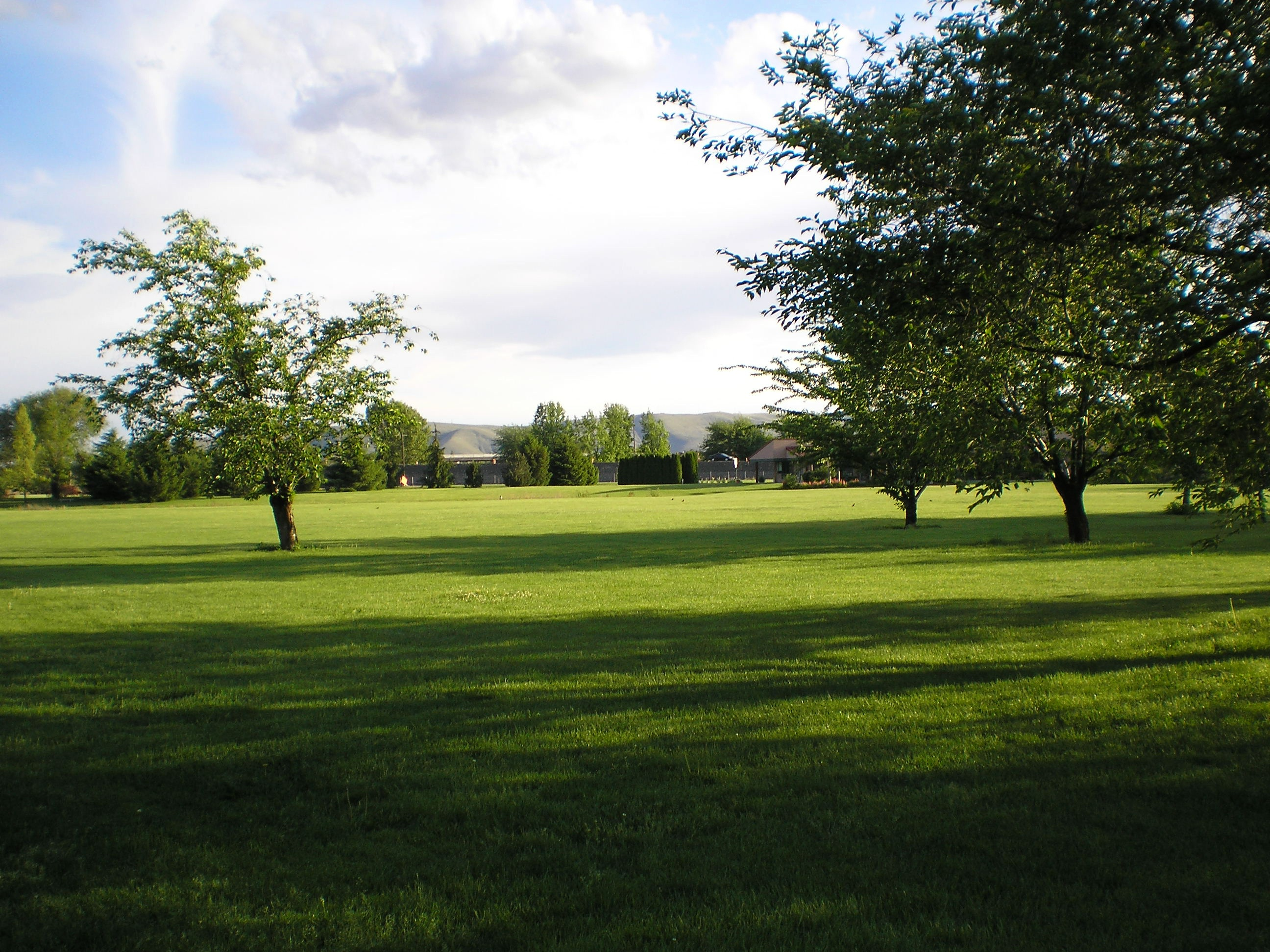
Vista parcial del arboretum.

El Yakima Area Arboretum es un arboretum de 46 acres en Yakima, Washington en una zona próxima al hábitat ripario del río Yakima. 

## Localización
Se encuentra en la esquina noreste de la intersección de la Interestatal 82 y Nob Hill Boulevard (SR 24). 
1401 Arboretum Drive, Yakima, Washington, Washington 98901, Estados Unidos.
El centro de visitantes "Jewett Visitor Center" se encuentra abierto al público de lunes a sábado de 9:00 a. m. a 4:00 p. m.

## Historia
En el siglo XIX el terreno actual era un Humedal. Después se desecaron y se desarrollaron granjas de cultivo de productos de huerta y cría de pollos, siendo más tarde adquiridas por el "Yakima Metro District" para la creación del arboretum. 
Este arboretum fue creado en 1967 y desde entonces sigue incrementando sus equipamientos y su extensión.

## Colecciones
Actualmente el arboretum incluye unas 2000 especies de árboles tanto nativos como especies exóticas de plantas, entre sus árboles son de destacar :
"Aristocrat Pear" (Pyrus calleryana) cuyas hojas adquieren un color rojo intenso en el otoño, "Crabapples" (Malus) árboles de pequeño porte con varios cultivares, el bello arbusto tanto en otoño como en primavera "English Hawthorn" (Crataegus laevigata), "Eastern Redbud" (Cercis canadensis), los abedules asiáticos Betula jacquemontii y Betula platyphylla japonica, los tilos "Silver Linden" (Tilia tomentosa), y "Greenspire" (Tilia cordata), los aceres "Red Maple" (Acer rubrum) de hojas púrpura, y "Sugar Maple" (Acer saccharum) con sus hojas de un color amarillo brillante en otoño, el "Northern Red Oak" (Quercus rubra) que en otoño presenta un color rojo intenso, el "Yellowood" (Cladrastis kentukea) árbol fijador del nitrógeno gracias a las bacterias de sus raíces.
- Herbario

y una variedad de jardines:
- Jardín de las mariposas,
- Jardines de exhibición,
- Jardines de plantas nativas,
- Jardines de plantas perenes,
- Tierras encharcadas "wetlands"
- Xeriscape (plantas propias del biotopo, a las que no hay que añadir ningún aporte hídrico, se mantienencon las condiciones imperantes en el lugar donde se encuentran plantadas)